# Victoire de l'album francophone
La Victoire de l'album francophone de l'année est une ancienne récompense musicale française décernée annuellement lors des Victoires de la musique entre 1985 et 1992. Elle venait primer le meilleur album francophone non-français selon les critères d'un collège de professionnels.

## Palmarès

### Années 1980
- 1985 : Ils s'aiment de Daniel Lavoie •  Canada
- 1986 : Faire à nouveau connaissance de Diane Tell •  Canada
- 1987 : Vue sur la mer de Daniel Lavoie (2) •  Canada
- 1988 : Awaba Beach de Mory Kante •  Guinée[1]

### Années 1990
- 1990 : Hélène de Roch Voisine •  Canada
- 1991 : Double de Roch Voisine (2) •  Canada
- 1992 : Engelberg de Stephan Eicher •  Suisse